# A Pequena Sereia (telessérie)
A série animada de A Pequena Sereia foi baseada no filme A Pequena Sereia da Disney. Conta a história de Ariel, a pequena sereia que sonha em conhecer o mundo dos humanos. The Little Mermaid, a série, foi produzida pela Walt Disney Television Animation e estreou em 11 de Setembro de 1998, no canal Disney Channel's Playhouse Disney.
Após o enorme sucesso nos cinemas, A Pequena Sereia foi tentar a sorte na TV. E de fato conseguiu. Foram 3 temporadas em um total de 31 episódios, sendo que vários deles foram lançados em VHS e em bônus de alguns DVDs. A série ganhou muitos corações por proporcionar aos fãs novas oportunidades de ver a sereia mais famosa de todos os tempos.
No Brasil a série foi exibida pelo SBT no programa Bom Dia e Cia entre os anos de 1999 até 2001 e no programa Disney Club entre os anos de 2003 a 2006, pela Rede Globo em 2006, e pelo Disney Channel. Na Rede Globo foi exibida no programa TV Globinho como programa especial de férias junto com também outra série da Disney, Kim Possible. Em Portugal, a série foi exibida pelo Canal 1 no programa Disney Channel's Playhouse Disney quadra no ano em 1 de setembro de 1998 na versão original com legendas. Depois, em 27 de março de 2006, foi exibida pelo Disney Channel com dobragem portuguesa e mais tarde, de 2008 até 2012, pelo Disney Cinemagic e mais tarde foi exibida pelo Disney Junior .
Foram lançados 10 volumes (fitas de vídeo em VHS) com 2 episódios da série em cada fita entre 1994 e 1996 pela Abril Video e Walt Disney Home Video.
Um fato curioso é que, tanto na versão original quanto na brasileira, os dubladores são os mesmos do filme. Todas as vozes principais que dublaram o filme emprestaram sua voz novamente aos episódios da série.
A série merece todo o crédito, pois possui uma ótima produção para uma animação de TV.

## Sinopse
Com os mesmos personagens do filme, a série A Pequena Sereia conta as aventuras de Ariel e seus amigos no fundo do oceano, antes dela se tornar humana, com histórias emocionantes, alegres e divertidas. Os episódios se passam enquanto ela tinha 15 anos, ou seja, um ano antes dos eventos do filme original.

## Personagens
- Princesa Ariel: A personagem principal da série. Ariel é a princesa sereia e filha do Rei Tritão, é aventureira com o seu amigo Linguado.
- Linguado (português brasileiro) ou Flounder (português europeu) (Flounder): É um peixe e melhor amigo de Ariel, ele acompanha Ariel nas aventuras.
- Sebastião (Sebastian): É um caranguejo conselheiro do rei Tritão.
- Rei Tritão: É o rei de Atlântida, ele é pai de Ariel e das outras irmãs sereias.
- Atina, Alana, Adela, Aquata, Arista e Andrina: são as irmãs mais velhas de Ariel.
- Travesso (português brasileiro) ou Traquina (português europeu) (Urchin): Amigo de Ariel, Linguado e Sebastião, Travesso é um superamigo e brincalhão. Sempre acompanha Ariel e Linguado em suas aventuras.
- Lagostão Vilão: O Chefe da gangue criminosa de todos os seres do mar. Na maioria ele fala "tá" a cada parte de cada episódio. Apareceu apenas na 1ª temporada.
- Camarão: Capanga do seu chefe Lagostão Vilão que fez parte da gangue criminosa. Às vezes ele é meio idiota. Apareceu apenas na 1ª temporada.
- Manta: O Monstro do Vulcão que ficou preso por mais de 1000 anos, mas acabou livre para transformar todos os seres do mar em inimigos. Apareceu na 1ª temporada e na 3ª temporada.
- Caranguejo Louie: Crustácio gigante que trabalhou pela gangue criminosa. No epísódio, ele tenta roubar a arca do tesouro real de Tritão com o acordo do Lagostão Vilão e do Camarão. No final, Rei Tritão dispara seu tridente lançando o Caranguejo Louie para fora do mar onde os seres humanos vêm. Apareceu em apenas um episódio Travesso (episódio de título "O Garoto" no VHS "A Pequena Sereia - Uma Amizade de Peso").
- Simão: Um monstro gigante e desajeitado que não tinha amigos até conhecer Ariel. A princípio o Rei Tritão não gostava dele, pois tudo que ele fazia se tornava desastre até eles juntos salvarem Atlântida de uma invasão. No final ele passa a ficar viajando em busca de novas amizades. Apareceu apenas no episódio A mensagem na garrafa (episódio de título "O Monstro Marinho" no VHS "A Pequena Sereia - Ariel, a Babá").
- Úrsula: É a bruxa do mar que tenta dominar o reino de Atlântica. Apareceu na 2ª e na 3ª temporada.

## Dubladores nos Estados Unidos
- Jodi Benson na voz de Princesa Ariel
- Edan Gross na voz de Linguado
- Samuel E. Wright na voz de Sebastião
- Kenneth Mars na voz de Rei Tritão
- Pat Carroll na voz de Úrsula a bruxa do mar
- Danny Cooksey na voz de Travesso

## Episódios

### 1ª Temporada
No Brasil, a 1ª Temporada de A Pequena Sereia (a série) foi exibida pelo SBT no ano de 1993 com a 1ª abertura da série.
- S01 E01 - Uma Amizade de Peso
- S01 E02 - O Grande Sebastião
- S01 E03 - Trovão, O Cavalo Marinho Selvagem
- S01 E04 - Travesso ("O Garoto" - VHS)
- S01 E05 - Nenéns Reféns ("Ariel, a Babá" - VHS)
- S01 E06 - A Mensagem na Garrafa ("O Monstro Marinho" - VHS)
- S01 E07 - O Bracelete ("A Pulseira Encrenqueira" - VHS)
- S01 E08 - Casamento Inconveniente
- S01 E09 - O Diabo do Mar ("Em Harmonia" - VHS)
- S01 E10 - A Bugiganga
- S01 E11 - O Jovem Tritão
- S01 E12 - Quem Briga, Papai Castiga ("As Irmãs do Fundo do Mar" - VHS)
- S01 E13 - O Presente de Ariel ("O Dia dos Pais" - VHS)
- S01 E14 - A Cidade Elétrica

### 2ª Temporada
No Brasil, a 2ª Temporada de A Pequena Sereia (a série) foi exibida pelo SBT no ano de 1994 com a 2ª abertura da série.
- S02 E01 - A Demissão de Sebastião
- S02 E02 - O Tão Sonhado Órgão Marinho
- S02 E03 - Salve a Baleia
- S02 E04 - Contra a Maré ("O Azar Não Existe" - VHS)
- S02 E05 - Risinhos e Gargalhadas
- S02 E06 - A Estrela do Mar dos Desejos
- S02 E07 - Siri Melhor Quem Siri Primeiro
- S02 E08 - O Peixe de Metal
- S02 E09 - Quero ser Grande

### 3ª Temporada
No Brasil, a 3ª Temporada de A Pequena Sereia (a série) foi exibida pelo SBT no ano de 1995 com a 3ª abertura da série.
- S03 E01 - O Sabidão
- S03 E02 - Que Rei Sou Eu?
- S03 E03 - A Ilha do Medo
- S03 E04 - A Terra dos Dinossauros
- S03 E05 - Os Heróis
- S03 E06 - A Maldição da Fera
- S03 E07 - Os Tesouros de Ariel
- S03 E08 - Dos Males o Menor

## A Pequena Sereia em outras línguas
- Alemão: Arielle, die Meerjungfrau (Zeichentrickserie)
- Chinês: 小美人鱼
- Espanhol: La sirenita (Serie)
- Finlandês: Pieni merenneito (animaatiosarja)
- Francês: La Petite Sirène (série télévisée)
- Hebraico: ת הים הקטנה (סדרת טלוויזיה של דיסני)
- Holandês: De kleine zeemeermin (animatieserie)
- Húngaro: A kis hableány (televíziós sorozat)
- Inglês: The Little Mermaid
- Italiano: La sirenetta - Le nuove avventure marine di Ariel
- Polonês: Mała Syrenka (serial animowany)
- Russo: Русалочка (мультсериал)
- Sueco: Den lilla sjöjungfrun (TV-série)